# Marosbárdos
Marosbárdos (románul Bărdești) falu Romániában, Maros megyében. Közigazgatásilag Marosszentanna községhez tartozik.
A falu Marosvásárhelytől 6 km-re északnyugatra, a Marosi-Mezőség keleti szélén a Bárdos-patak mellett erdőkkel határolt völgykatlanban fekszik. Nevét onnan kapta, hogy a hagyomány szerint bárdokkal harcoló székelyek lakták. Székely őslakosai a török harcokban haltak meg. 1609-ben a falut Marosvásárhely vásárolta meg és 1848-ig a város jobbágyai lakták.
1910-ben 415-en lakták, akik közül 409 román és 6 magyar volt. A trianoni békeszerződésig Maros-Torda vármegye Marosi felső járásához tartozott. 1992-ben 311 lakosából 303 román és 8 cigány volt. Ortodox (volt görögkatolikus) fatemploma van.